# Kraftwerk Rybnik
Das Kraftwerk Rybnik ist ein polnisches Kohlekraftwerk. Es wurde in den 1970er Jahren 4 km nördlich von Rybnik errichtet und hat eine elektrische Leistung von 1776 Megawatt. Das Kraftwerk Rybnik hat acht Blöcke, von denen jeweils vier über einen 120 Meter hohen Kühlturm verfügen. Die beiden Schornsteine des Kraftwerks Rybnik sind 260 bzw. 300 Meter hoch und gehören damit zu den höchsten in Polen.

## Geschichte
1966 wurde ein Kraftwerkbauprojekt genehmigt. Es wurde auf der Grundlage von Arbeiten erstellt, die zwei Jahre zuvor von Vermessungsingenieuren der Katowice Geodesy Enterprise durchgeführt wurden.
Bei einem im Oktober 1967 organisierten Treffen wurden die Anwohner offiziell über den Bau des Kraftwerks informiert. Der geplante Fertigstellungstermin sollte 1980 sein.
Beim Bau des Kraftwerks wurde davon ausgegangen, dass die Blöcke durch Kühltürme und ein künstliches Wasserreservoir gekühlt wurden, weshalb der Arbeitsumfang sehr groß war. Bereits 1968 war der Bau eines künstlichen Sees am Ruda-Fluss, der heute als Rybnik-Lagune bezeichnet wird, eines der Aushängeschilder der Stadt.
Der erste Block des Rybnik-Werks wurde genau am 31. Dezember 1972 in Betrieb genommen.
In den nächsten 13 Monaten wurden drei weitere Blöcke in Betrieb genommen. 1978 begannen sie mit der Produktion der sogenannten Blöcke der zweiten Stufe, d. h. Blöcke von 5 bis 8.
Mit dem Bau des Kraftwerks wuchs auch die gesamte für den Betrieb notwendige Infrastruktur. 1973 wurde eine neue Straße in Betrieb genommen, die Orzepowice mit dem Kraftwerk verbindet. Dann wurden auch die ersten drei Blöcke einer Wohnsiedlung im Werk gebaut, die schrittweise auf ihre heutige Größe erweitert wurden.
Neue Brücken und ein Einkaufspavillon wurden ebenfalls gebaut, und der gesamte Bezirk Rybnicka Kuźnia hatte Ende 1977 asphaltierte Straßen und eine Buslinie.
In seiner Geschichte änderte das Werk seinen Namen viele Male – es war ein staatliches Unternehmen ("Southern Energy District", dann das Kraftwerk "Rybnik" in Wielopole) und ein staatliches Ein-Personen-Unternehmen Elektrownia "Rybnik" S.A. Im Jahr 2001 wurde die Anlage im Rahmen des Privatisierungsprozesses an ein Konsortium aus EDF und EnBW verkauft, um 2017 wieder ein staatliches Unternehmen zu werden, das Teil der PGE Capital Group ist.

## Kraftwerksblöcke
Das Kraftwerk besteht aus insgesamt 8 Blöcken, die von 1979 bis 1983 in Betrieb gingen. Die folgende Tabelle gibt einen Überblick:
| Block | Max. Leistung (MW) | Betriebsbeginn | Stilllegung          |
| ----- | ------------------ | -------------- | -------------------- |
| 1     | 225                | 31.12.1972     | 16.08.2021 (geplant) |
| 2     | 225                | 1973           | 16.08.2021 (geplant) |
| 3     | 225                | 1973           |                      |
| 4     | 225                | 1974           |                      |
| 5     | 225                | 1978           |                      |
| 6     | 225                | 1978           |                      |
| 7     | 225                | 1978           |                      |
| 8     | 225                | 1978           |                      |